# Acanthiza
Genre
Acanthiza est un genre d'oiseaux de la famille des Acanthizidae (ordre des Passeriformes). En nomenclature aviaire en langue française, leur nom est acanthize.

## Liste des espèces
D'après la classification de référence (version 5.2, 2015) du Congrès ornithologique international (ordre phylogénique) :
- Acanthiza katherina – Acanthize des montagnes
- Acanthiza pusilla – Acanthize mignon
- Acanthiza apicalis – Acanthize troglodyte
- Acanthiza ewingii – Acanthize de Tasmanie
- Acanthiza murina – Acanthize de Nouvelle-Guinée
- Acanthiza uropygialis – Acanthize à croupion roux
- Acanthiza reguloides – Acanthize à croupion beige
- Acanthiza inornata – Acanthize sobre
- Acanthiza iredalei – Acanthize d'Iredale
- Acanthiza chrysorrhoa – Acanthize à croupion jaune
- Acanthiza nana – Acanthize nain
- Acanthiza cinerea – (?) Acanthize gris
- Acanthiza lineata – Acanthize ridé
- Acanthiza robustirostris – Acanthize ardoisé